# Buitrago
Buitrago je španělské město v provincii Soria a autonomním společenství Kastilie a León. Je součástí oblasti Campo de Gómara, nachází se 12,5 km od města Soria, 101 km od Logroña a 152 km od Burgosu. Má rozlohu 5,15 km². V roce 2010 zde žilo 60 obyvatel, 32 mužů a 28 žen, hustota obyvatel činí 11,84 obyvatel/km².

## Odkazy

Mapa umístění